# Магазин без персонала
Магазин без персонала (беспилотный магазин, англ. unmanned store) — концепция, предполагающая автоматизацию процесса розничной оффлайн торговли в помещении путём сокращения рабочих мест кассиров.В магазинах, созданных на основе концепции, нет не только кассиров, как в магазинах без кассира (Automated convenience store), но также других сотрудников (охранников, консультантов и т. п.). Оплата товаров происходит в виде транзакций, осуществляемых через мобильное приложение. Значимым принципом магазина без персонала является применение искусственного интеллекта для обработки данных видеонаблюдения.

## Принцип работы
Магазины без персонала построены на полном самообслуживании без касс, при котором регистрация и оплата товаров осуществляется с помощью мобильного приложения. Такой магазин оборудован системой видеонаблюдения с искусственным интеллектом, оценивающим действия покупателя с того момента, когда он вошел в торговый зал, до момента выхода. Когда клиент берет продукты, они автоматически добавляются в корзину виртуального приложения и удаляются из неё, если покупатель возвращает их на полку. При выходе из магазина автоматически происходит оплата по карте, привязанной к приложению.

## История
Одним из концептуальных предков современных магазинов без персонала можно считать московский автоматизированный магазин «Прогресс», который появился в 1962 году в Москве и при помощи электромеханических агрегатов автоматизировал продажу молочных продуктов. Технически «Прогресс» был скорее системой вендинговых автоматов в форм-факторе магазина.
Считается, что современная история магазинов без персонала началась в 2012 году с публикации доклада Cisco Internet Business Solutions Group о возможностях такой концепции в торговле. В статье отмечалось, что повсеместное распространение смартфонов и планшетов открывает принципиально новые возможности для развития оффлайн торговли без персонала. Первый магазин без персонала, как применимая на практике система, был разработан в 2014 году компанией ShelfX. Покупатели расплачивались картами через собственные смартфоны, которые использовали камеру для определения стоимости выбранных товаров. В феврале 2016 года в Шведском населенном пункте Викен (муниципалитет Хёганас) был открыт Naraffar — первый беспилотный магазин в Европе.

## Развитие торговли без персонала в мире
В декабре 2016 года Amazon объявил о запуске магазина без персонала Amazon Go. Тестирование магазина проводили сотрудники компании. В январе 2018 года Amazon Go полноценно открыли в Сиэтле, 7 мая 2019 года в Amazon заявили, что планируют открыть беспилотный магазин Amazon Go в Нью-Йорке на втором этаже торгового центра Brookfield Plaza.
В это же время торговля без персонала начала активно развиваться в КНР. Taobao запустила всплывающий магазин Tao Coffee в Ханчжоу в июле 2017 года. К 2018-м году оффлайн магазины без персонала появились у всех китайских гигантов электронной коммерции: Alibaba, Jingdong. Известно также, что разработчики WeChat, Tencent Holdings открыли магазин без персонала по продаже флэш-памяти.
В 2017 году первые магазины без персонала появились в Японии, об их открытии заявила компания Lawson, и в Южной Корее, были открыты Lotte Group. В 2018-м году на Тайване также открылся первый беспилотный магазин 7-11 X-STORE. К 2017 году в Китае открылось около 200 магазинов без персонала.

## Снижение спроса
К 2018 году интерес к магазинам без продавцов в КНР начал угасать. В связи с этим многие магазины закрылись или оказались в сложном финансовом положении. JD.com, объявившие о создании 5000 виртуальных прилавков к июлю 2018 года, через 6 месяцев отказались от своих планов. Одной из причин быстрого исчезновения магазинов без персонала стала их неспособность создавать возможность «простого выхода», который нивелировал преимущества совершения покупок в них. Хотя основное внимание уделялось технологиям, многие магазины пренебрегли аспектом обслуживания.

## Магазины без персонала в России и СНГ
В 2018 году в Москве, компанией Briskly были открыты первые магазины без персонала в России., один из которых был создан на базе супермаркета в инновационном центре Сколково. Магазины без персонала Briksly признали лучшим решением международного конкурса Visa Everywhere Initiative в России в 2018 году. С февраля 2020 года торговая сеть «Азбука вкуса» начало тестирование системы оплаты без касс при помощи приложения B-pay, которое было разработано компанией Briskly.  20 мая компании «Азбука вкуса», Visa и Сбербанк запустили свой магазин без касс в «Москва-Сити». На данный момент[когда?] магазин официально не открылся, он проходит закрытый тест на ограниченном количестве покупателей в башне «Федерация». Согласно сообщению РБК от 20.03.2020, в течение месяца  его планируют отрыть для всех.
18 октября 2018 года состоялось открытие магазина без персонала, который позиционировался как первый в СНГ. Им стал зоомагазин белорусской компании ZOOQI X, который находился в районе Новой Боровой. Технологическую платформу разработала минская IT-компания Kakadu Dev. Принципиально, система очень похожа на ту, которую представила компания Amazon. Все товары размечены специальными метками, которые на выходе сканируются считывающими устройствами, и система понимает, какой именно товар покупатель взял и сколько он стоит, и снимает с карты соответствующую сумму. Со слов владельца магазина, на открытие он потратил 50 000 долларов США. Как утверждали программисты, шанс сбоя программы очень мал. Первое время после открытия магазина у входа стоял консультант, который помогал посетителям разобраться, как работает технология.
13 марта 2019 года магазин был закрыт, что произошло не по инициативе владельца, а в связи с тем, что  «А100 Девелопмент» расторгли контракт с арендатором. Как считает сам арендатор, сделали они это просто так. В компании объяснили, что магазин иногда давал сбои, из-за чего поступали жалобы. После проведённого ими опроса компания приняла решение поменять оператора на более надёжного. Отвечая на вопрос журналиста, владелец магазина отметил, что магазин приносил прибыль.